# Amo de los Espejos
Amo de los Espejos (Mirror Master en inglés)  es el nombre de varios supervillanos que aparecen en los cómics estadounidenses publicados por DC Comics. Es un enemigo recurrente de Flash con considerable experiencia técnica y habilidades que involucran el uso de espejos. Tres personas se han disfrazado de Amo de los Espejos (con un par de miembros de los Rogues en diferentes momentos). En 2009, Amo de los Espejos fue clasificado como el 79.º villano de historietas más grande de todos los tiempos de IGN.
Ambas encarnaciones de Amo de los Espejos han hecho varias apariciones en los medios relacionados con DC, con Sam Scudder interpretado en vivo por David Cassidy en la serie de 1990 The Flash y por Grey Damon en la serie de 2014 The Flash, mientras que Efrat Dor interpretó una versión de Evan McCulloch con cambio de género, rebautizada como Eva McCulloch / Mirror Monarch, y reinventada como directora ejecutiva de su propia empresa en la serie de 2014.

## Historia de Publicación
La versión de Sam Scudder de Amo de los Espejos apareció por primera vez en The Flash # 105 y fue creado por John Broome y Carmine Infantino.
La versión de Evan McCulloch de Amo de los Espejos apareció por primera vez en Animal Man # 8 y fue creado por Grant Morrison y Chas Truog.

## Biografía Ficticia

### Samuel Joseph Scudder
Samuel Joseph Scudder es un simple convicto, pero tiene como objetivo aprender a meterse dentro del reflejo de un espejo. Tropezando con una sala de espejos, experimenta y descubre una manera de entrar en su propio reflejo. Utiliza este poder para convertirse en el criminal Amo de los Espejos, y es un enemigo frecuente de Flash. Scudder casi muere al mismo tiempo que Barry Allen, junto con Icicle durante Crisis on Infinite Earths. Más tarde, el Capitán Bumerang asume brevemente la identidad de Scudder, convirtiéndose en el segundo Amo de los Espejos. Utiliza esto como una identidad alternativa con la que cometer delitos, por lo que no alerta a sus compañeros de equipo en el Escuadrón Suicida sobre sus actividades extracurriculares. Antes de la crisis, estudia espejos después de que el reflejo de alguien se mantiene dentro de un espejo en el que estaba trabajando en el taller de la prisión. Luego aprende a crear criaturas de luz.
En el evento cruzado de Blackest Night, Sam Scudder se reanima como un Black Lantern no muerto durante Blackest Night y está preparando un ataque contra los Renegados con los otros miembros fallecidos, que también se reaniman.
Los Renegados visitan el antiguo escondite de Sam Scudder y revelan un espejo gigante con las palabras In Case of Flash: Break Glass. Se ha demostrado en varios incidentes pasados que algo vive en el universo espejo que es mortal. Los Renegados descubren que el espejo gigante es en realidad un veneno de acción lenta.
En The New 52, un reinicio de 2011 del universo de DC Comics, Sam Scudder es el actual Amo de los Espejos. Se revela que un año antes, él, Capitán Frío, Heat Wave y Mago del Clima se sometieron a un procedimiento en una instalación desconocida que los fusionaría con sus armas, dándoles superpoderes. El procedimiento salió mal, provocando una explosión en la instalación. Golden Glider, que también estaba en las instalaciones, quedó atrapado en la explosión. Los cinco recibieron superpoderes, pero cada uno de una manera retorcida. Heat Wave gana piroquinesis pero a costa de que su cuerpo se queme, Mago del Clima se ata emocionalmente a su varita meteorológica causando una depresión constante, Sam quedaría atrapada para siempre en Mundo Espejo y Golden Glider se convierte en una proyección astral de sí misma. Se da a entender que Sam tiene una relación romántica con ella. Los Renegados culpan al Capitán Frío por esto y se han vuelto contra él por eso.

### Evan McCulloch
El mercenario escocés, Evan McCulloch es abandonado de bebé en la puerta de un orfanato dirigido por la Sra. McCulloch, sin nada más que su nombre de pila y una fotografía de sus padres. Crece bastante normal y alrededor de los 8 años, Evan es agredido sexualmente por un niño mayor. Evan, en defensa propia, ahoga al niño en un arroyo. Nunca atrapado, Evan deja el orfanato a los 16 años con la fotografía de sus padres.
Se establece en Glasgow, tomando una vida que lo lleva al crimen y finalmente acepta un empleo como asesino. Se convierte en uno de los mercenarios más renombrados del Reino Unido.
Un día, tiene dos aciertos programados y, debido a una lesión en el ojo, apenas puede distinguir su segundo objetivo. Después de disparar su tiro, reconoce al objetivo como su padre. En el funeral, Evan ve a su madre.
Durante los días siguientes, intenta reunir el coraje para verla, pero la visita demasiado tarde y descubre que se ha suicidado. Afligido por el dolor por la pérdida de ambos padres, Evan decide entregarse, pero en cambio es recogido por un consorcio del gobierno de EE. UU. y grandes intereses comerciales, quienes le ofrecen el disfraz y las armas del Mirror Master original a cambio de sus servicios.
Su primera tarea es asustar a Animal Man para que abandone su postura de derechos de los animales, una misión que falla gracias a la esposa del héroe. Después de ser despedido y reemplazado por negarse a matar a la esposa y los hijos de Animal Man, McCulloch ayuda a Animal Man a rastrear y luchar contra los mismos hombres que le dieron sus armas a McCulloch, pero su heroísmo dura poco. Continuó trabajando como criminal y supervillano a sueldo. En ocasiones, también ha trabajado sin disfraz como mercenario en Britania.
El se muda a Keystone City y entra en conflicto con Wally West, ahora el tercer Flash. Descubre una "Dimensión Espejo" que le permite viajar a través de cualquier superficie reflectante. Durante los eventos de Underworld Unleashed, los Renegados lo aceptan como el sucesor de Scudder. Después de ser traicionado por Neron, McCulloch y cuatro de los otros Renegados mueren y van al infierno, solo para regresar después de un enfrentamiento entre Neron y Flash. Por un breve tiempo, McCulloch es miembro de la Banda de la Injusticia inicial de Lex Luthor y lucha contra la Liga de la Justicia, pero abandona el equipo cuando Batman ofrece pagarle el doble de lo que Luthor estaba ofreciendo.
Durante una breve colaboración con el Capitán Frío, el Hermano Grimm se puso en contacto con Amo de los Espejos sobre un plan para deshacerse permanentemente de Flash, pero cuando Grimm traicionó a Cold y McCulloch atrapándolos en un universo de espejos de bolsillo en el anillo de diamantes de Linda Park, unieron fuerzas con Wally para escapar de esta dimensión y enfrentar el robo de Keystone City por parte de Grimm, Wally incluso les dio velocidad brevemente a los dos Renegados para que pudieran asegurarse de que todos los ciudadanos de Keystone estuvieran en la ciudad cuando regresara a la Tierra mientras Wally luchaba contra Grimm.
Trabaja con Blacksmith en su adquisición de Keystone y Central City. Cuando su plan falla, él se une a la pandilla del Capitán Frío y lucha contra la adicción a la cocaína. Parece estar sobrio desde la muerte del Capitán Bumerang.
McCulloch se une a la Sociedad Secreta de Alexander Luthor, Jr. después de Rogue War. Él, el Capitán Boomerang y el Capitán Frío luchan contra los Forasteros antes de Crisis infinita. En Crisis infinita #7, todos participan en la Batalla de Metrópolis, siendo derrotados por Detective Marciano.
Un año después, Evan es miembro del nuevo Escuadrón Suicida, nuevamente usando cocaína. Se le ve tomando fotos incriminatorias de Sasha Bordeaux y Michael Holt juntos. Luego, los Renegados son persuadidos por Inertia, un enemigo de Bart Allen, Flash IV, para matar a Flash. Esto hace que todos los Renegados se enojen por haber sido engañados cuando descubren que asesinaron a un niño.
Amo de los Espejos es uno de los villanos exiliados en Salvation Run junto con sus compañeros Capitán Frío, Heat Wave, Mago del Clima y Abra Kadabra.
Después de que los villanos escapan, se une a la Sociedad Secreta de Supervillanos de Libra.
Evan se une al Doctor Luz para recuperar la silla de Metron, y son desafiados por la Liga de Titanes, un equipo derivado de los Jóvenes Titanes, pero derrotados. Evan convence al violador Dr. Light de que no agreda sexualmente a las heroínas inconscientes. Evan y el resto de los Renegados rechazan la oferta de Libra, queriendo permanecer fuera del juego y vengarse de Inertia.
Amo de los Espejos y los Renegados visitan el antiguo escondite de su predecesor Sam Scudder y descubren un espejo gigante con las palabras In Case of Flash: Break Glass escritas en él. Después, McCulloch sigue prófugo con los Renegados.

## Poderes y Habilidades

### Sam Scudder
Utiliza espejos que producen efectos fantásticos como el hipnotismo, la invisibilidad, hologramas, las transformaciones físicas, las comunicaciones y los viajes a otras dimensiones (otros universos paralelos o planos de existencia). 

### Evan McCulloch
Mientras que Evan McCulloch utiliza una pistola láser.

## Otras versiones

### Tangent Mirror Master
un espejo principal que aparece en la Tangent: Reinado de Superman # 1, tenía un cuerpo hecho de una sustancia similar al vidrio, y fue capaz de crear portales a otros mundos en el Multiverso. 

### League Busters Mirror Master
Un cuarto Amo de los Espejos que llevaba un traje morado apareció brevemente como miembro de la "Liga-Busters" en la Liga de la Justicia Internacional v2, n.º 65 (jun 1994).

### Flashpoint
En la línea de tiempo alternativa de Flashpoint, Evan McCulloch está preso en los espejos que la llama mirrorverso. En su mayoría se asumió que Ciudadano Frío lo mató, y él no puede salir de los espejos o va a morir. Cualquier otra persona que entra a los espejos morirá también. Amo de los Espejos reúne a los miembros de los Renegados: Mago del Clima, Tar Pit, y Fallout. Amo de los Espejos entonces se escapa de Iron Heights y busca su venganza contra el Ciudadano Frío para encarcelarlo. Ciudadano Frío mata a los miembros Renegados y luego entra en el mirrorverse del Amo de los Espejos sin previo aviso. Amo de los Espejos intenta matarlo, pero él Ciudadano Frío lo golpea fuera del mirrorverso y muere.

### 25 century Mirror Master
Una versión futurista, el Monarca de los Espejos es un Amo de los Espejos heroico como parte de los policías del siglo 25 conocidos como los Renegados de futuro del Profesor Zoom, pero fue encontrado muerto por Barry Allen en público por una sombra en un juego de Flash. Los aliados del Monarca, de una futurista encarnación, heroica de los Renegados, detienen a Barry. Sin embargo, después de presenciar el heroísmo desinteresado de Barry cuando su intento de detenerlo es interrumpido por el Capitán Bumerang, la futura versión del Top le explica a Barry que matará al Monarca de los Espejos porque lo confundió con Amo de los Espejos; en "El caso de Flash", Monarca dará a conocer los poderosos demonios conocidos como los Señores del Espejo, uno de los cuales poseerán a Iris, con Barry y se ven obligados a matar a Amo de los Espejos con el fin de enviar a los demonios de nuevo en el espejo o frente a Iris de ser poseídos de forma permanente por el Señor del Espejo, solo por matar al Monarca de los Espejos por accidente. Cuando Flash entra en la puerta de entrada se desvela un espejo gigante, pero no hay demonios o Señores del Espejo solo para que se le mostrara una visión de su madre y él es capturado por los Renegados. Flash se entera de que en realidad lo superior es la elaboración de un crimen que cometió. El flash es llevado a una sala del siglo 25 y les dice, a pesar de la evidencia histórica de que los Señores del Espejo no escaparon y viaja de regreso al siglo 21 para luchar contra la parte superior. Top revela que mató al Monarca de los Espejos para evitar que Flash de descubriera que el antepasado de la cima era el caso verdadero del asesino que le costaría su puesto de trabajo. Los Renegados luego toman la parte superior trasera del siglo 25 para ser tratado y con Flash encuentran al verdadero asesino.

## En otros medios

### Televisión

#### Acción en vivo
- La encarnación de Sam Scudder de Amo de los Espejos apareció en el episodio de la serie The Flash de 1990 "Done with Mirrors", interpretado por David Cassidy. Esta versión es un criminal que utiliza hologramas proyectados por pequeños discos reflectantes para cometer sus atracos. El roba un cristal de S.T.A.R. Labs e intenta matar a su expareja Stasia Masters. Sin embargo, Flash y Tina McGee usan un foco de alta potencia para cegar a Scudder y ahogar sus ilusiones antes de capturarlo.
- Varias variaciones de Amo de los Espejos aparecen en la serie The Flash de 2014:
  - La versión de Sam Scudder de Amo de los Espejos aparece en la tercera temporada, interpretado por Grey Damon.[27][28] Introducida en el episodio "The New Rogues", esta versión era originalmente miembro de la pandilla de Leonard Snart antes de S.T.A.R. Labs. El acelerador de partículas de Labs arrojó a Scudder a un espejo y aparentemente lo convirtió en un metahumano con la capacidad de viajar a través de superficies reflectantes y atrapar a las personas dentro de dichos objetos. Después de escapar tres años después, viaja a la Penitenciaría Iron Heights para liberar a su compañera metahumana Rosalind Dillon para que puedan cometer crímenes juntos. Mientras Scudder atrapa brevemente a Flash en una ventana cuando el velocista intenta detenerlo, los aliados de Flash lo ayudan a escapar para que pueda someter a Scudder y asegurarse de que esté encarcelado en una celda sin superficies reflectantes. En un futuro potencial en 2024 representado en el episodio, "The Once and Future Flash", Scudder y Dillon tomaron el control del inframundo criminal de Ciudad Central después de que Flash se convirtiera en un recluso tras la muerte de Iris West. Luego de una visita de su yo pasado, el futuro Flash une fuerzas con él para derrotar a Scudder y Dillon una vez más. A partir del estreno de la séptima temporada, "Bien está lo que termina en Wells", Scudder y Dillon se unieron a la organización criminal Black Hole hasta que Eva McCulloch (ver más abajo) lo destroza, revelando que él fue el primer duplicado de espejo que creó.
  - Una empresa llamada McCulloch Technologies se presenta en la quinta temporada, en la que desarrollaron una pistola de espejos que Team Flash usa para destruir la daga de Cicada. Una versión de género doblado de Evan McCulloch llamada Eva McCulloch aparece como un comienzo regular de la serie en la segunda mitad de la sexta temporada, interpretada por Efrat Dor.[29] La ingeniera cuántica, cofundadora de McCulloch Technologies y esposa de su director ejecutivo, Joseph Carver, también fue lanzada contra un espejo y se convirtió en un duplicado de espejo como Scudder cuando el acelerador de partículas de S.T.A.R. Labs explotó, aunque estuvo atrapada durante seis años. Después de enterarse de que Carver robó su tecnología y la usó para crear Black Hole, McCulloch desarrolló y perfeccionó sus habilidades a lo largo de los años para vengarse. Durante su sexto año en Mirrorverse, atrapa a varias figuras clave con ella y usa duplicados espejo de ellas como sus representantes para adquirir tecnología para que eventualmente pueda escapar del Mirrorverse. Una vez que lo hace, usa su habilidad para viajar a través de superficies reflectantes y manipular fragmentos de espejos para matar a Carver, incriminar a Sue Dearbon por ello y retomar su compañía. En la séptima temporada, Eva ataca los restos de Black Hole, rompe el duplicado del espejo de Scudder y lleva a Dillon a su lado. Sin embargo, Eva descubre más tarde su verdadera naturaleza y que la verdadera Eva está muerta, lo que la lleva a tener dudas sobre todo lo que ha hecho. Sin embargo, después de que Flash filtra la verdad al público, Eva se vuelve loca, toma el nombre de "Mirror Monarch" e intenta reemplazar a todos en Ciudad Central con espejos duplicados hasta que Flash e Iris la convencen de que se retire. Debido a que sus duplicados se han vuelto demasiado poderosos, los tres los destruyen antes de que Eva libere a sus prisioneros y se vaya al espejo para comenzar de nuevo.

#### Animación
- Un Amo de los Espejos no identificado apareció en el episodio "Reflections in Crime" de Super Friends: The Legendary Super Powers Show, con la voz de Casey Kasem. Se propone atrapar a los Súper Amigos en la sexta dimensión a través de espejos. Sin embargo, los héroes escapan y atrapan al Amo de los Espejos en una Casa de los Espejos, donde luego es detenido.
- Una versión fusionada de Amo de los Espejos aparece en una serie ambientada en el Universo animado de DC, con la voz de Alexis Denisof. Esta versión es un criminal estadounidense de poca monta como Sam Scudder, aunque sus habilidades de espejo recuerdan más a Evan McCulloch.
  - Si bien el personaje se presenta en Liga de la Justicia, principalmente hizo apariciones menores.
  - Amo de los Espejos regresa en Liga de la Justicia Ilimitada. En el episodio "Flash and Substance", une fuerzas con el Capitán Bumerang y el Capitán Frío en un complot para vengarse de Flash por frustrar repetidamente sus planes. Juntos, demuelen el recién inaugurado Museo de Flash hasta que intervienen Flash, Batman y Orión. En la pelea que siguió, Batman atrapa al Amo de los Espejos en fragmentos de espejos rotos, que luego son recolectados por un equipo forense. Amo de los Espejos también hace un cameo en el episodio "The Great Brain Robbery", como miembro de la Sociedad Secreta.
- La encarnación de Sam Scudder de Amo de los Espejos apareció en la quinta temporada de The Batman, con la voz y el modelo de John Larroquette. Esta versión es un físico óptico brillante pero loco que se dice que es el más poderoso de los enemigos de Flash. En el episodio "A Mirror Darkly", él y su asistente Smoke (con la voz de Amanda Anka) emplean versiones espejo de Flash, Batman y Robin para robar componentes para un Espejo Portal de Ray, que usa para atrapar a los ciudadanos de Gotham City en varias superficies reflectantes antes de que él y Smoke sean derrotados. En el episodio "Lost Heroes", Amo de los Espejos lucha contra Flash y Flecha Verde en una casa de diversión de circo, solo para que este último corte su reflejo con una flecha que emite limo emisores.
- La encarnación de Evan McCulloch de Amo de los Espejos aparece en Batman: The Brave and the Bold, con la voz de Tom Kenny. Hace un cameo sin hablar en el episodio "Requiem for a Scarlet Speedster", en el que atrapa a Batman y Flash, solo para que los héroes escapen y noqueen a Amo de los Espejos. En el miniepisodio de viñeta "Flash in Double Jeopardy", que forma parte del episodio de antología "Four Star Spectacular!" - Amo de los Espejos atrapa a Flash usando un laberinto de espejos y lo ataca con una horda de duplicados de espejos. Sin embargo, el velocista finalmente encuentra al verdadero Amo de los Espejos y lo deja inconsciente.
- Un Amo de los Espejos no identificado aparece en Robot Chicken DC Comics Special, con la voz de Breckin Meyer. Esta versión es miembro de la Legión del Mal.

### Cine
- La encarnación de Sam Scudder de Amo de los Espejos aparece en la película animada Justice League: Doom, nuevamente con la voz de Alexis Denisof. Es reclutado en la Legión del Mal de Vándalo Salvaje y tiene la tarea de infiltrarse en la Batcave para robar los planes de contingencia de la Liga de la Justicia de la Batcomputadora de Batman. Después de esto, Salvaje elige al Amo de los Espejos para matar a Flash colocando una bomba en el velocista preparado para explotar en caso de que intente quitarla, no haga nada o desacelere. Sin embargo, Flash se desplaza a sí mismo a través de un iceberg, dejando atrás la bomba para que explote de manera segura. Cuando la Liga de la Justicia asalta el Salón de la Perdición, Flash se enfrenta a Amo de los Espejos una vez más y finalmente lo derrota.
- Amo de los Espejos hace una aparición sin hablar en la película animada Justice League: The Flashpoint Paradox. Se une a los Renegados para atacar a Flash por orden del Profesor Zoom, solo para descubrir que este último los traicionó al colocarles bombas inamovibles. La Liga de la Justicia llega poco después y lleva a los Renegados a varios lugares para desarmar las bombas, con Green Lantern llevando al Amo de los Espejos y Batman al espacio para que este último pueda quitar la bomba del primero y arrojarla a la atmósfera de la Tierra.
- La encarnación de Evan McCulloch de Amo de los Espejos aparece en la película animada Injustice, con la voz de Yuri Lowenthal.[30]

### Videojuegos
- La encarnación de Evan McCulloch de Amo de los Espejos aparece en DC Universe Online, con la voz de Brandon Young.
- La encarnación de Evan McCulloch de Amo de los Espejos aparece como un personaje jugable en Lego DC Super-Villains, con la voz de Sam Heughan.

### Música
Hay una referencia a Mirror Master en la canción de Ookla the Mok "Stranger In The Mirror". En la letra de la canción se hace referencia a él como "el villano del número 104 de The Flash", aunque Amo de los Espejos debutó en el número 105.

### Varios
- Amo de los Espejos apareció en el número 23 del cómic derivado de Súper amigos.
- La encarnación de DCAU de Amo de los Espejos apareció en el número 12 del cómic derivado de Justice League Unlimited.
- La encarnación de Sam Scudder de Amo de los Espejos apareció en el número 16 del cómic Batman: The Brave and The Bold.